# Méditerranéité bolivienne
L'expression « Méditerranéité bolivienne » fait référence au fait que, depuis la guerre du Pacifique (1879-1884), la Bolivie est entourée de terre, c'est-à-dire qu’elle est sans accès à la mer. Cette contrainte est à la base de la volonté bolivienne de retrouver un accès à la mer, notamment par ses revendications historiques, juridiques, diplomatiques et frontalières vis-à-vis du Chili, voire du Pérou.

## Historique

### Audience de Charcas et ses limites

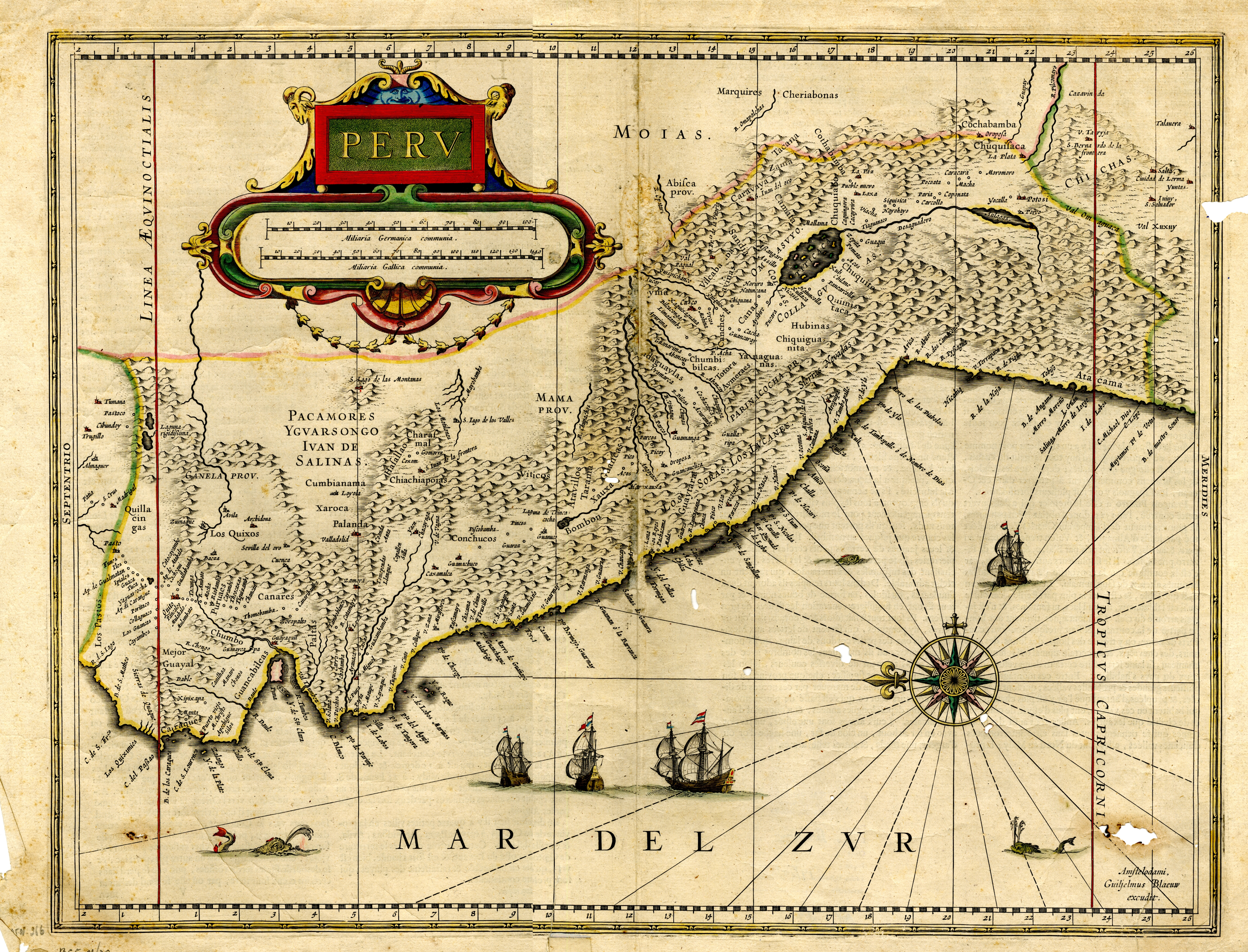
Ancienne carte de la Vice-royauté du Pérou (dont Charcas).

Entre les gouvernements de Bolivie et du Chili — et selon les historiens des deux pays et, dans une moindre mesure, ceux d'Argentine et du Pérou — il existe un désaccord, nommé « question du Paposo », sur l'appartenance juridictionnelle du territoire du désert d'Atacama durant les années de domination de la Couronne espagnole sur la région. Durant la période coloniale, la province de Charcas équivalait essentiellement au centre de l'actuel État plurinational de Bolivie et, dans le même temps, au Royaume du Chili (actuelle République du Chili).

## Propositions de résolution

### Traité de 1895
Le 18 mai 1895, les ministres plénipotentiaires de Bolivie et du Chili signent trois traités : le premier traité « de paix et d'amitié » par lequel la Bolivie accepte la « domination absolue et perpétuelle » du Chili sur le territoire du Litoral en échange de dédommagements financiers, un second traité sur le commerce, et un troisième, de caractère secret, sur un « transfert de territoire ». Ce dernier document donnait la possibilité d'un accès à la mer pour la Bolivie par la cession de Tacna et d'Arica au cas où le Chili était certain de la possession définitive des deux provinces et, dans le cas contraire, le Chili donnerait le port de Caleta Vítor, situé au sud du territoire aricain.

« Article premier. Si en conséquence du plébiscite qui doit se tenir, en conformité avec le traité de Ancón ou en vertu de règlements directs, la République du Chili acquiert la domination et la souveraineté permanente sur les territoires de Tacna et d'Arica, elle s'oblige à les transférer à la République de Bolivie, dans la même forme et avec la même étendue qu'elle les a acquis, sans préjudice des prévisions de l'article II. 
La République de Bolivie recevra comme indemnisation pour ledit transfert de territoire la somme de cinq millions de pesos d'argent, de 25 grammes de peso et 9 dixièmes de finesse, restant spécialement affecté pour répondre à ce paiement les 40 % du rendement brut de la douane d'Arica.

[…]

Article quatre. Si la République de Chili ne peut obtenir par le plébiscite ou par règlements direct la souveraineté définitive de la zone dans laquelle se trouvent les villes de Tacna et d'Arica, elle accepte de céder à la Bolivie la caleta Vítor, jusqu'à la Quebrada de Camarones, ou un autre analogue, et recevra de plus la somme de cinq millions de pesos d'argent de vingt-cinq grammes d'argent et neuf dixièmes de finesse. »

— Tratado especial sobre transferencia de territorio de 1895
Le texte de l’accord rédigé par Luis Barros Borgoño et Heriberto Gutiérrez fut approuvé par le Congrès du Chili, mais l'Assemblée législative de Bolivie discuta chacun de ses points et il ne fut pas ratifié. À Sucre, le 9 décembre de cette même année, le ministre chilien Juan Gonzalo Matta soutint un nouveau protocole avec le chancelier bolivien Emeterio Cano qui fixait un délai de deux ans pour octroyer un port à la Bolivie et qui, s'il n'était pas respecté, entraînait la nullité de la cession de la province de Litoral. Le nouveau protocole ne permit pas de régler le différend entre les deux gouvernements et un nouveau protocole, signé à Santiago le 30 avril 1896, disposait que le Chili céderait Arica et que, au cas où il n'obtenait pas ledit territoire, ce serait Vítor et d'autres ports similaires qui pourraient être convertis en ports commerciaux. L'Assemblée bolivienne introduisit une nouvelle clause par laquelle elle se réservait d'accepter ou non le port qu'offrait le Chili, ce qui fut rejeté par les autorités chiliennes. À la difficulté des négociations s'ajoutait l'accord obtenu par le représentant argentin Dardo Rocha sur la Puna de Atacama, que le Chili réclamait comme partie du territoire du Litoral en question et qui donnait lieu à un nouveau litige. Ceci conduisit à la fin des négociations sans qu'aucun accord de paix ne soit ratifié.

### Accord de 1975

L'accord de Charaña, signé par Hugo Banzer et Augusto Pinochet en 1975, fut la proposition la plus sérieuse pour résoudre la question de la méditerranéité.

Tout au long du XXe siècle, la Bolivie a demandé un accès souverain à la mer, en faisant valoir que sa mediterranéité était un obstacle majeur au développement économique et social. À l'inverse, le Chili ne tient pas compte des revendications de la Bolivie basées sur les traités signés entre les deux pays.
À diverses occasions, il a été question d'accord afin de résoudre le conflit diplomatique, notamment durant les années 1970. Le point culminant de ces discussions fut l'accord de Charaña, discuté en 1975 par les dirigeants Hugo Banzer et Augusto Pinochet. Ce dernier finit par proposer à son homologue bolivien la possibilité de céder une petite frange littorale au nord de Arica, rejointe par un corridor terrestre avec pleine souveraineté qui permettrait la connexion territoriale avec la Bolivie en échange d'un territoire de superficie égale (considérant les sections terrestres et maritimes), et celles voisines du salar de Uyuni. Cependant, le traité n'a pas été ratifié et n'est pas entré en vigueur du fait de l'opposition du Pérou qui, pour donner son approbation au changement territorial, exigeait que le littoral ne soit pas exclusivement bolivien mais trinational, ce qui fut rejeté à la fois par la Bolivie et par le Chili. Les années suivantes, les disputes entre la Bolivie et le Chili conduisirent à l'arrêt des relations diplomatiques en 1978. Dans les faits, il n'existe des relations entre les deux pays qu'au niveau consulaire.

### Négociation pour le gaz
Au début des années 2000, des rapprochements ont été faits entre les présidents Jorge Quiroga et Ricardo Lagos afin de construire un gazoduc entre Tarija et l’océan Pacifique, mais de nouveaux conflits empêcheront la réalisation de la proposition.

### Affaire devant la Cour internationale de justice
Le 24 avril 2013, le gouvernement bolivien dépose formellement, devant la Cour internationale de justice, une requête pour obliger le Chili à négocier un accès souverain vers la mer. Le 15 avril 2014, la Bolivie présente son mémoire. Le 24 septembre 2015, la Cour internationale de justice se déclare compétente pour traiter de l’affaire.
Le 1er octobre 2018, la Cour internationale de justice estime, par 12 voix contre 3, que le Chili n'est pas tenu de négocier avec son voisin un accès à l’océan Pacifique et renvoie les parties à la négociation bilatérale.

## Sources
- (es) Cet article est partiellement ou en totalité issu de l’article de Wikipédia en espagnol intitulé « Mediterraneidad de Bolivia » (voir la liste des auteurs).